# Курземе
Курземе (латис. Kurzeme; лів. Kurāmō, нім. Kurland; «земля куршів») — історичний регіон у Латвії. Розташований на заході країни, на березі Балтійського моря. Охоплює 19 латвійських країв: 
Айзпутенський, Алсунзький, Броценський, Вайньодський, Вентспільський, Дундазький, Дурбський, Гробіньський, Кандавський, Кулдизький, Мерсрагський, Ніцький, Павілостський, Прієкулеський, Ройський, Руцавський, Салдуський, Скрундський, Талсинський. Основні міста — Вентспілс (колишня Віндава), Лієпая (Лібава), Пілтене (Пільтен), Кулдига (Гольдінген), Талсі (Тальзен), Салдус (Фрауенбург). Історична батьківщина куршів, одного з балтійських народів, на базі якого сформувалися сучасні латиші. Південний західний край історичної Лівонії. У VIII ст. став місцем експансії вікінгів, а в XII ст. — німців-хрестоносців, які заснували тут свої державні утворення. У XIII — XVI ст. був розділений між Лівонським орденом і Курляндським єпископством. З 1561 року перебував під владою Курляндсько-Семигальського герцогства і самоврядного Пільтенського повіту. 1795 року приєднаний до Російської імперії, перетворений на Курляндську губернію. 1918 року увійшов до складу новоствореної Латвійської республіки. У 1940—1991 роках перебував під радянською окупацією. Після розпаду СРСР став частиною відновленої Латвії. Площа — 13,6 тисячі км². Населення — близько 243 тисяч осіб (2018).

## Назви
- Курля́ндія (нім., дан. і швед. Kurland, пол. Kurlandia, рос. Курляндия) — історична німецька назва, запозичена більшістю європейських мов; дослівно означає «Курська земля», «земля куршів»
- Куро́нія (лат. Curonia, Couronia) — латинська середньовічна назва.
- Ку́рземе (латис. Kurzeme) — сучасна латиська назва, переклад німецької історичної назви.
- Курамо (лів. Kurāmō) — лівонська назва.
- Куршас (лит. Kuršas) — литовська назва.
- Куурінмаа (фін. Kuurinmaa) — фінська назва.
- Курса (латис. Kursa[2]) — інша латиська назва

## Географія

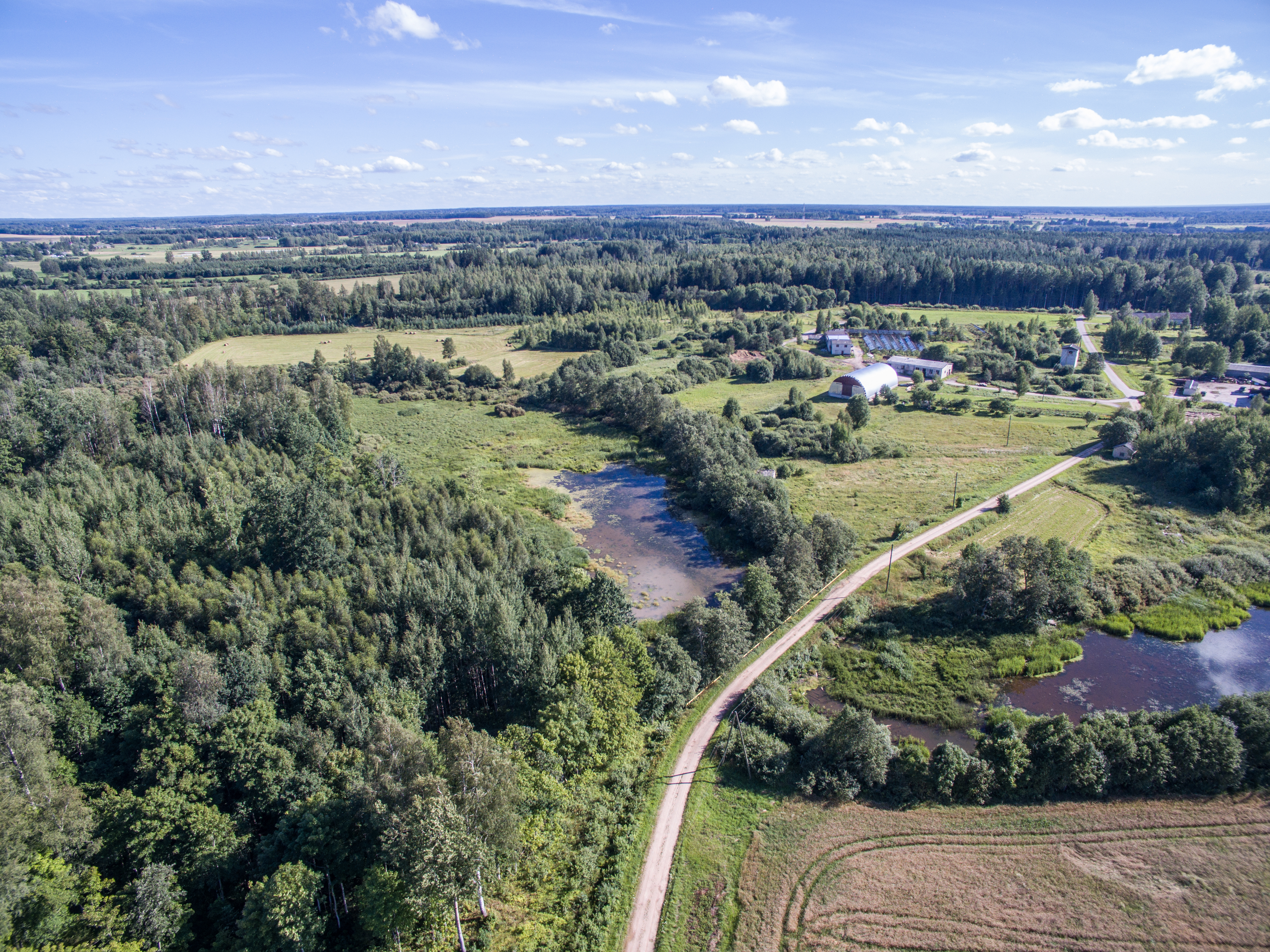
Курляндські ліси

Розташована на узбережжі Балтійського моря. У середньовіччі входила до складу Лівонського ордену. У 1561–1795 роках належала герцогству Курляндії і Семигалії. В нову добу анексована Російською імперією. У новітньому часі стала частиною Латвійської республіки. Найбільше місто — Вентспілс (Віндау).
Курляндія розташована на Заході Латвії. Вона займає територію Вентспільського, Кулдизького, Лієпайського, Салдуського, Талсинського та Тукумського районів. Під Курляндією також розуміють більший край, який охоплює власне Курляндію, а також Семигалію та Селію.
Північно-східний кордон краю проходить по річці Західна Двіна, яка відокремлює його від регіонів Латгалії та Відземе. Північні землі Курляндії омиваються водами Ризької затоки, а західні — Балтійським морем. На півдні край межує з Литвою. Курляндія лежить між 55° 45′ й 57° 45′ північної широти і між 21° й 27° східної довготи.
Площа Курляндії становить 27.286 км², з яких 262 км² складають озера. Рельєф переважно рівнинний, з низинами та болотами. Територія покрита густими лісами — ялицями, соснами, березами і дубами. Висота краю над рівнем моря не перевищує 213 м.
Єлгавська рівнина ділить Курляндію на дві частини — західну та східну. Перша — родюча і густозаселена, друга — менш родюча і менш заселена.
Курляндією протікає близько сотні річок, з яких лише три є судноплавними — Західна Двіна, Лієлупе та Вента. Вони течуть у північнозахідному напрямку й впадають до Балтійського моря.
Завдяки численним озерам та болотам клімат Курляндії вологий. Дуже частими бувають тумани. Літо прохолодне, а зими — суворі та холодні.

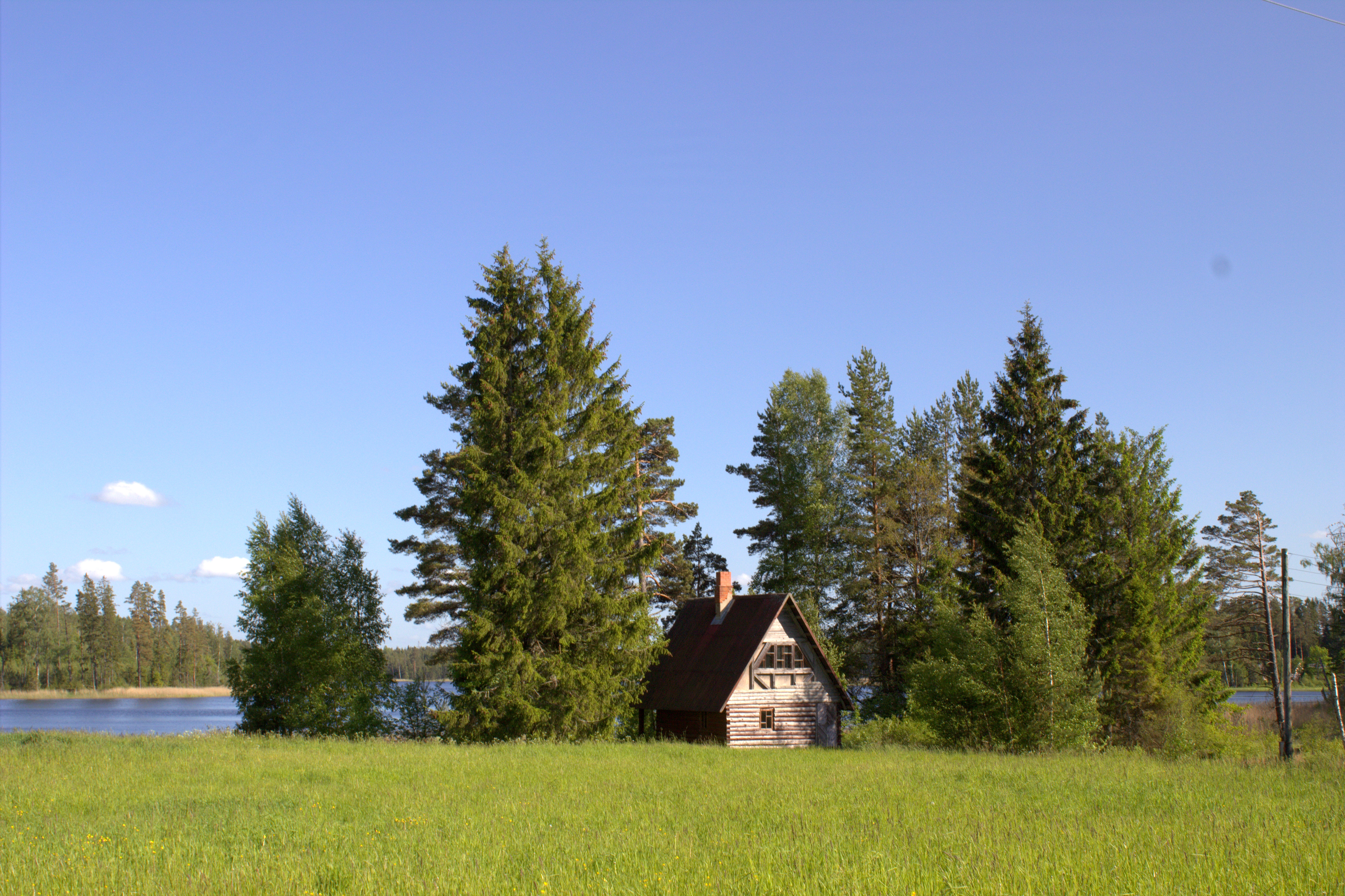
Типовий краєвид
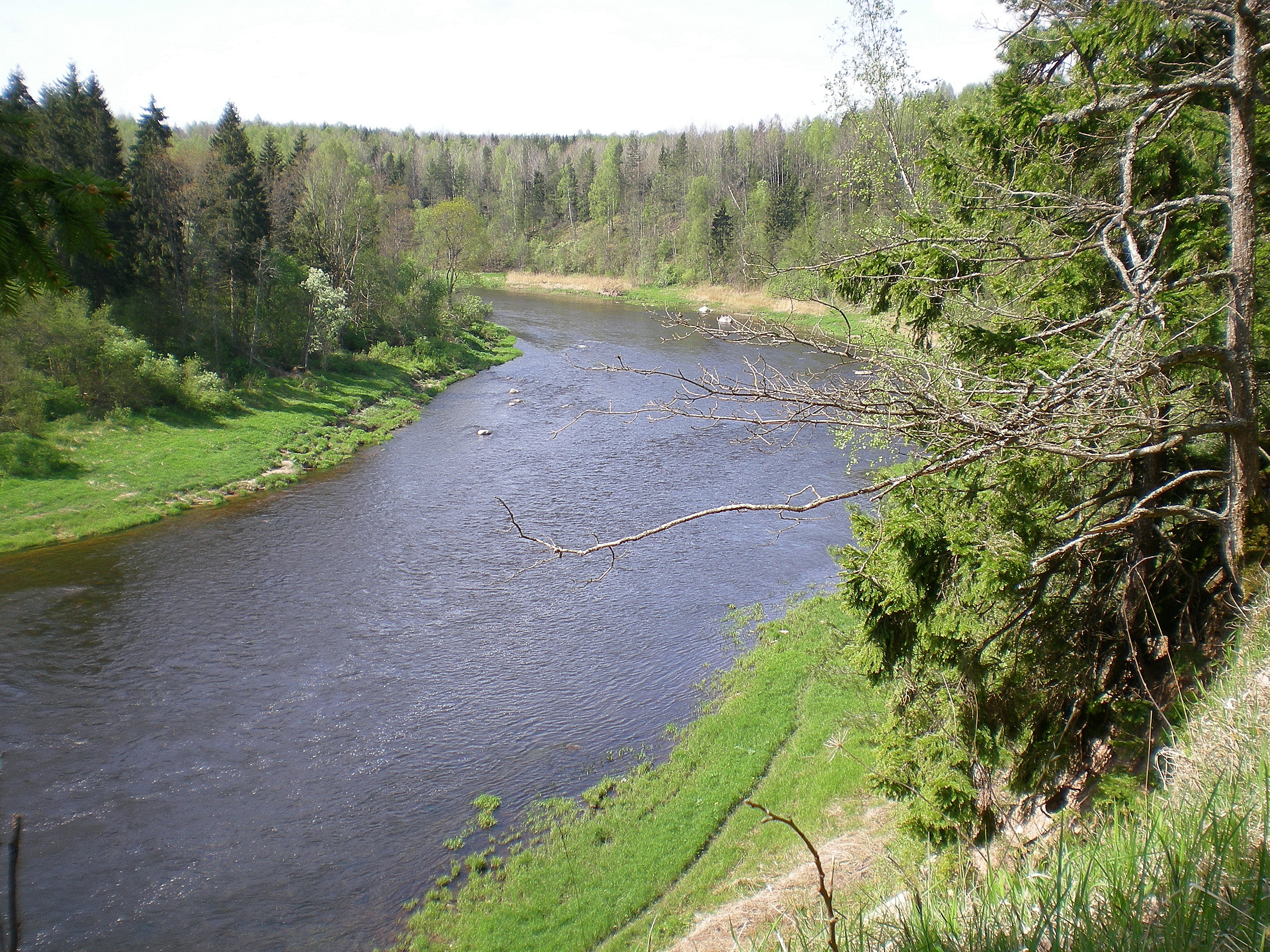
Річка Вента (Віндава)
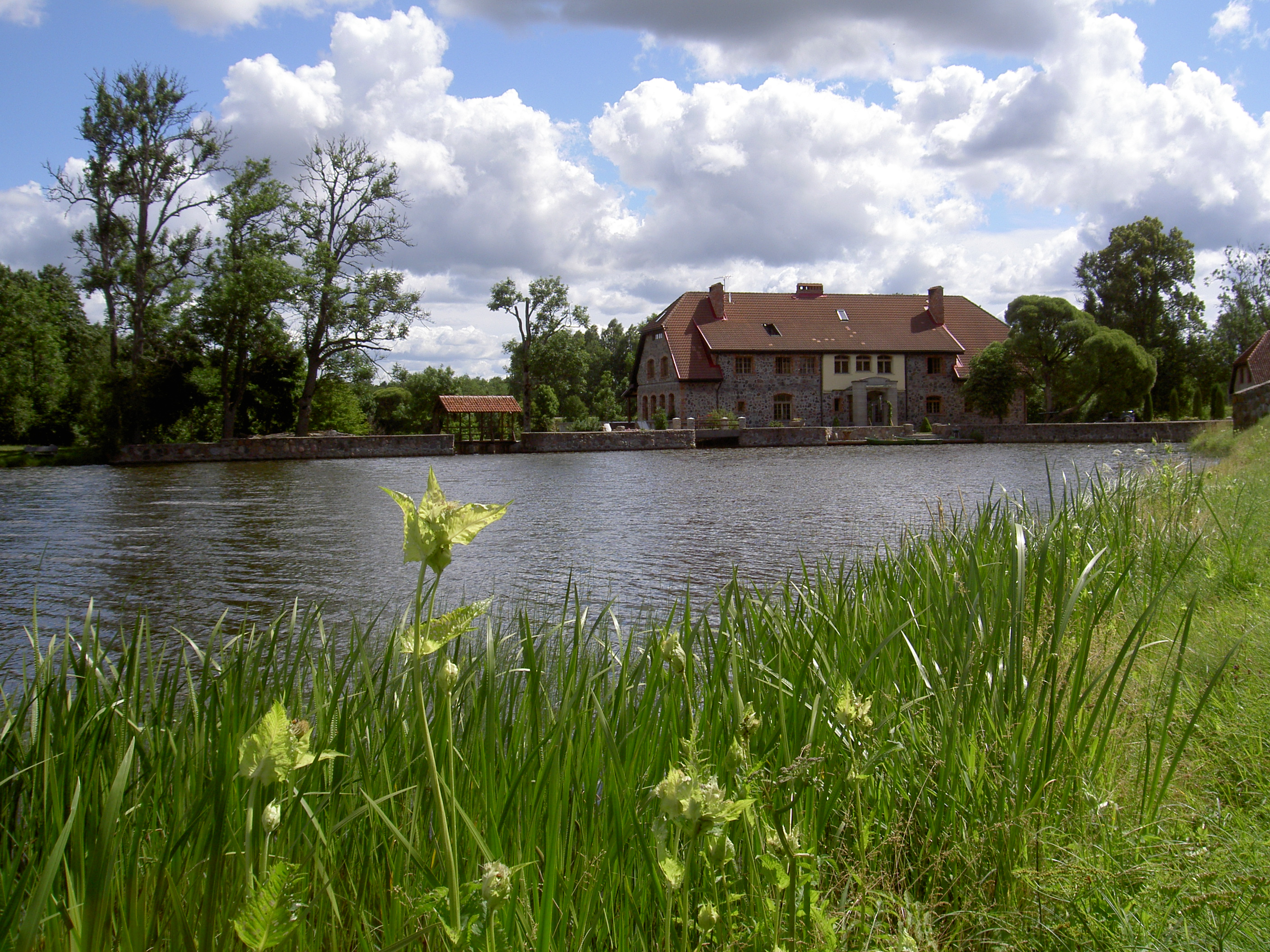
Типовий краєвид
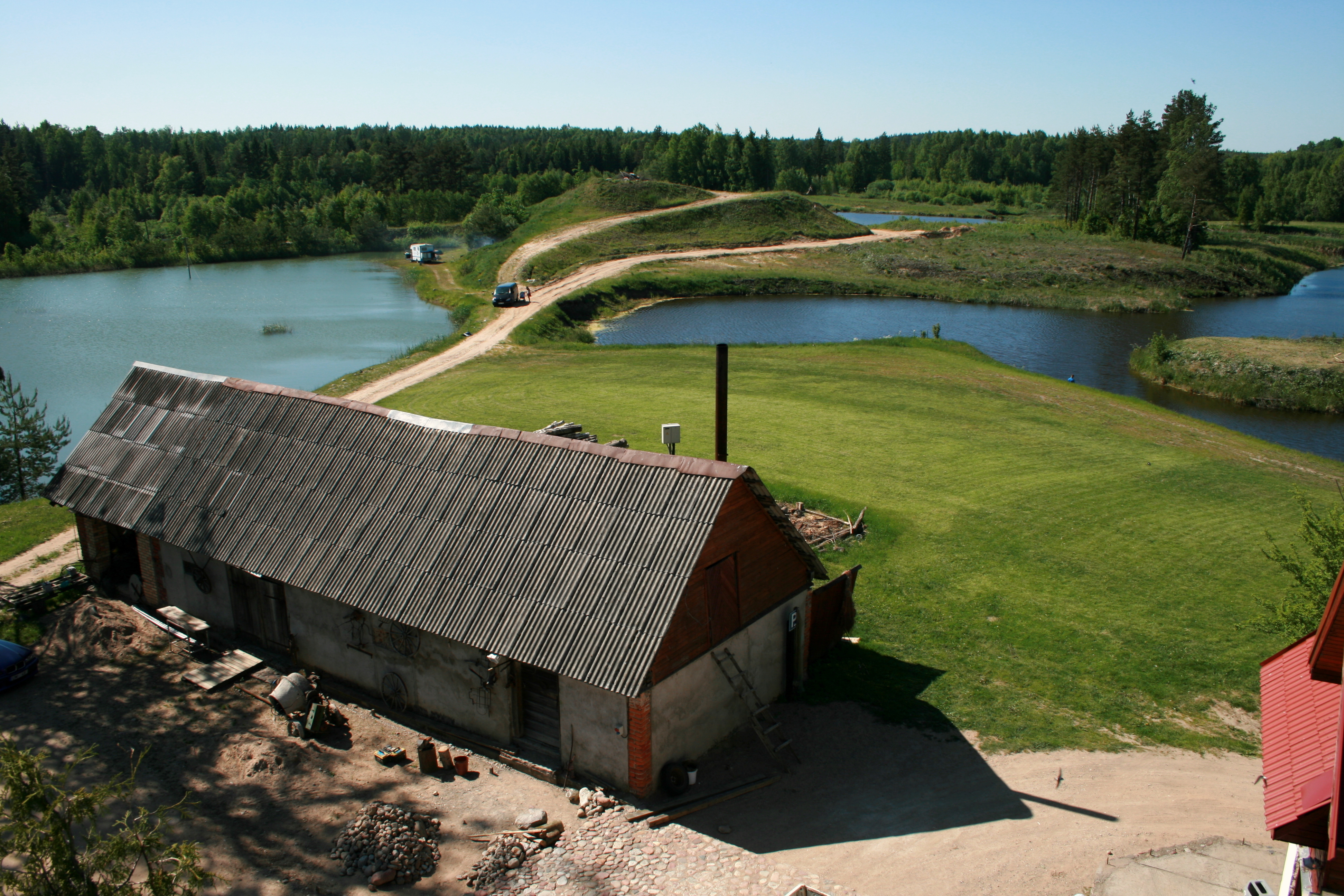
Типовий краєвид
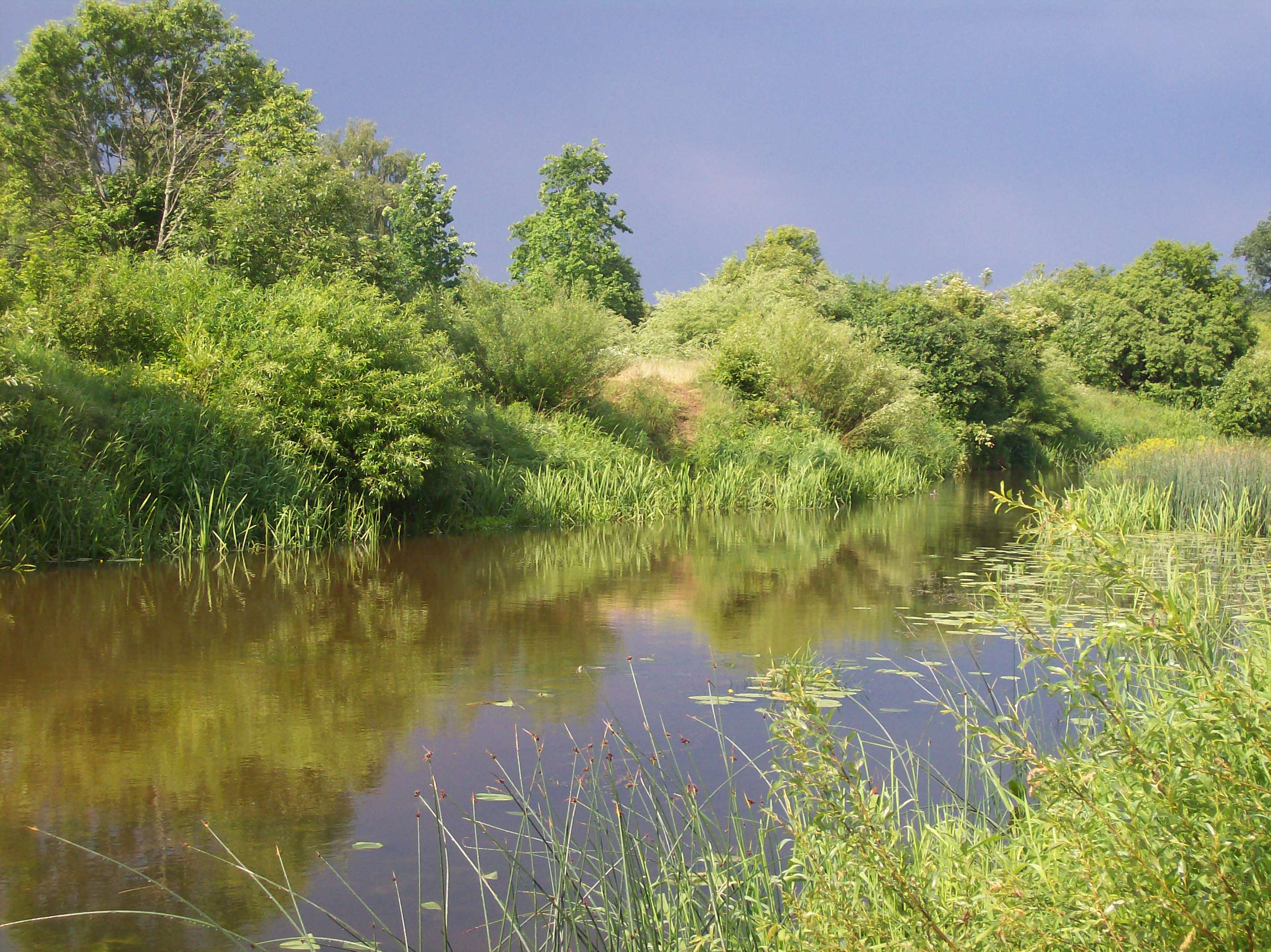
Типовий краєвид
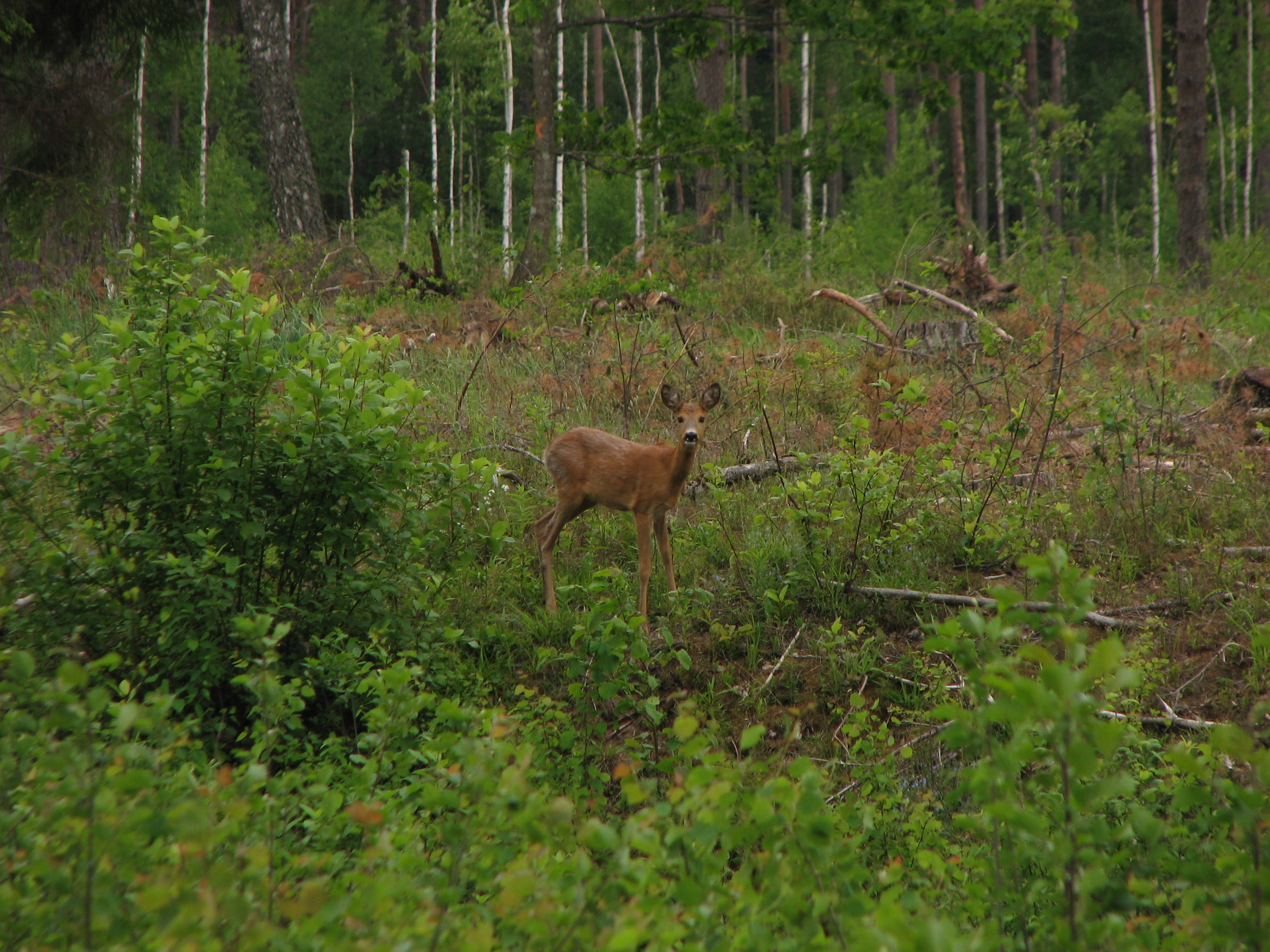
Курляндський олень
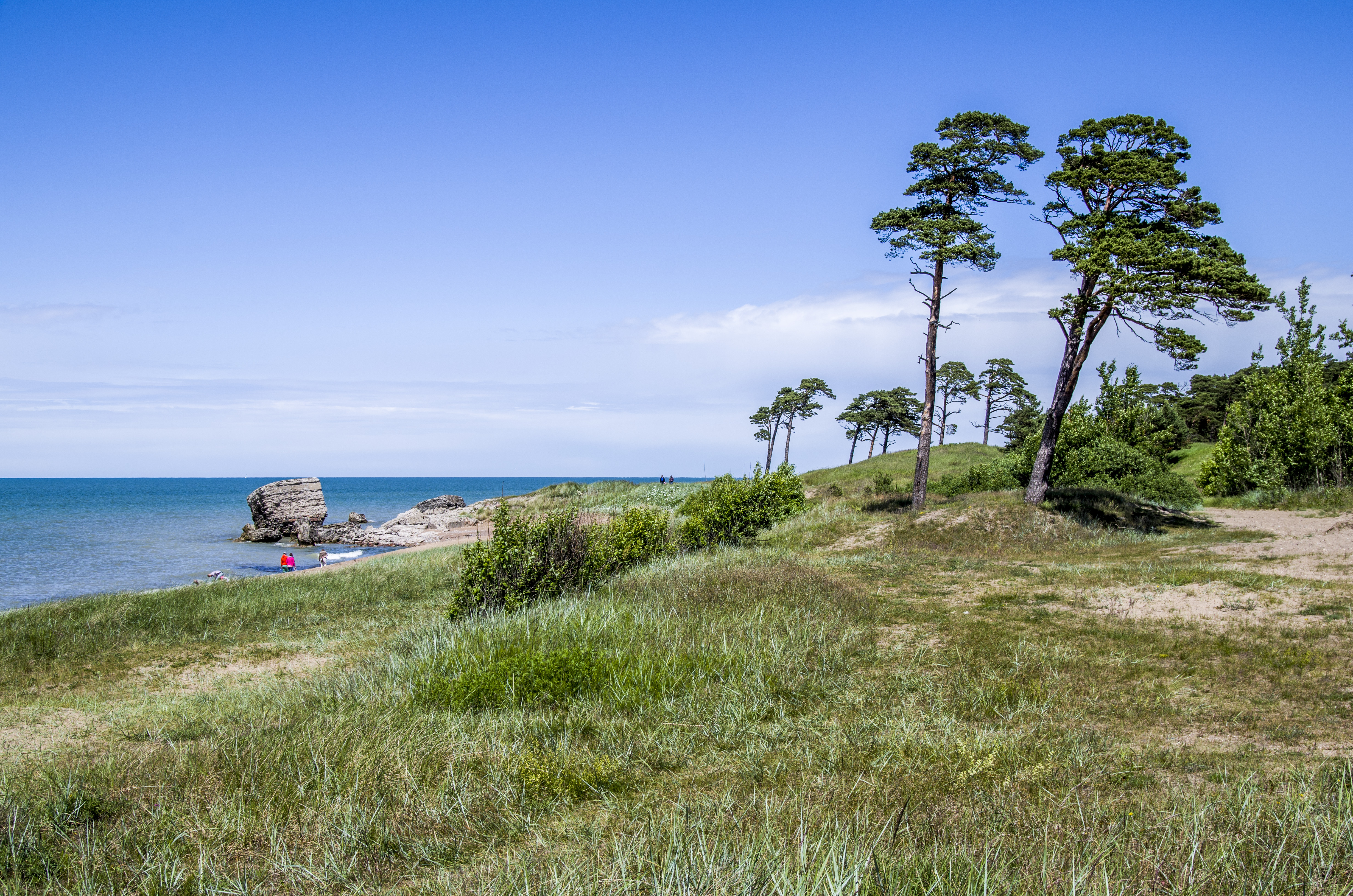
Курляндське помор'я
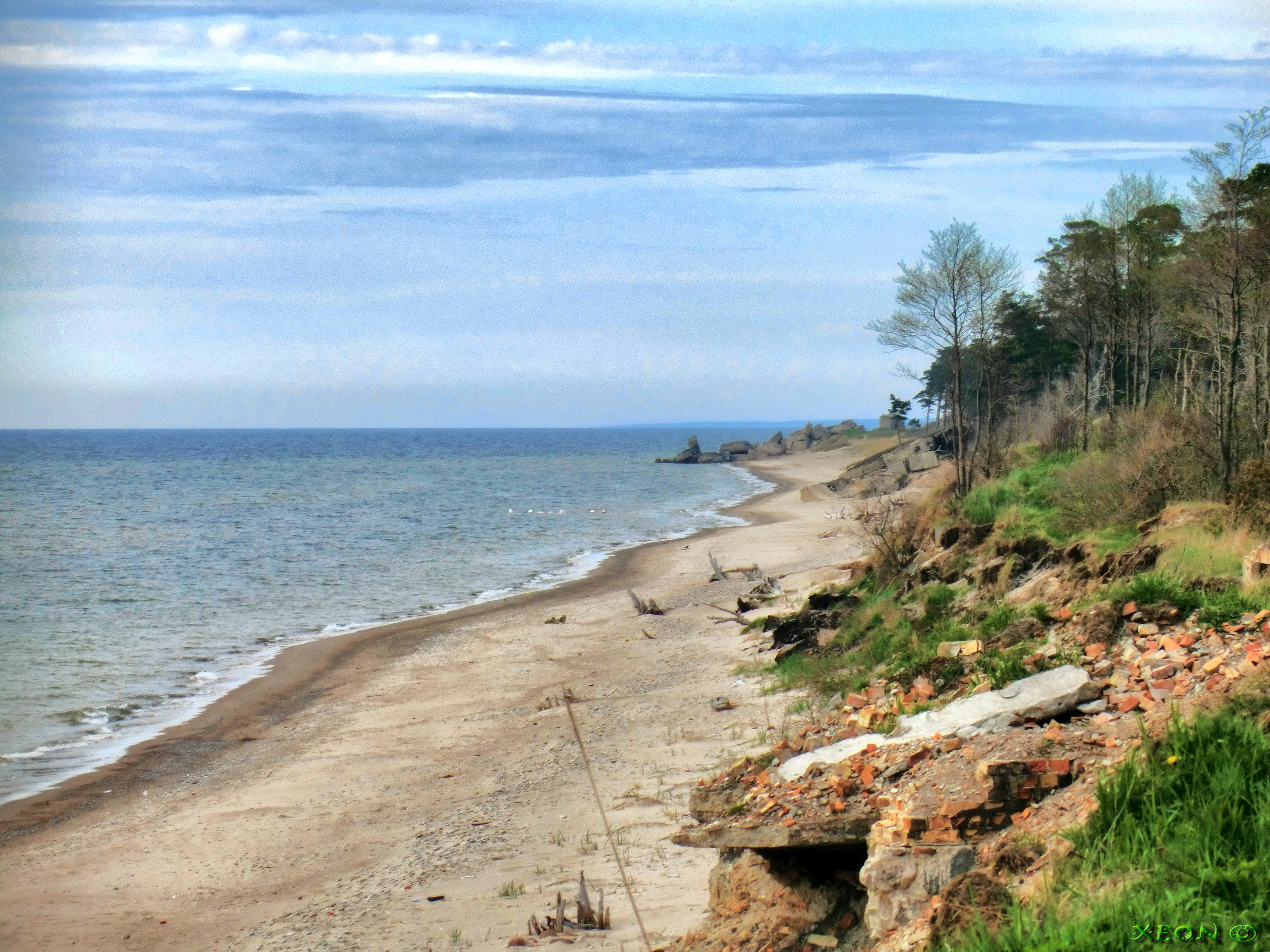
Курляндське помор'я

## Історія

Курляндія (Курляндське герцогство і Пільтенський повіт) в 1772 році

Земля куршів — етнографічної частини латвійського народу. Також в Курляндії проживають ліви, давнє фінське населення Латвії до приходу балтів.
- 1230 захоплена німецьким Орденом мечоносців; християнізація куршів й лівів
- 1237–1561 рр. у складі німецької держави Лівонський орден
- 1561–1795 рр. Герцогство Курляндії і Семигалії в залежності від Великого Князівства Литовського (1561—1569 рр.) і згодом від Речі Посполитої
- 1658–1660 рр. власність Швеції
- 1795–1917 рр. у складі Курляндської губернії Російської імперії
- 1918–1940 рр. у складі Латвійської держави
- 1940–1991 рр. у складі СРСР
- З 1991 р. — у складі Латвійської республіки

## Адміністративний поділ

### Краї
Краї станом на 2020 рік.
| від 2009            | від 2009          |
| Українською         | Латиською         |
| ------------------- | ----------------- |
| Айзпутенський край  | Aizputes novads   |
| Алсунзький край     | Alsungas novads   |
| Броценський край    | Brocēnu novads    |
| Дундазький край     | Dundagas novads   |
| Дурбський край      | Durbes novads     |
| Гробіньський край   | Grobiņas novads   |
| Кандавський край    | Kandavas novads   |
| Кулдизький край     | Kuldīgas novads   |
| Мерсрагський край   | Mērsraga novads   |
| Ніцький край        | Nīcas novads      |
| Павілостський край  | Pāvilostas novads |
| Прієкулеський край  | Priekules novads  |
| Ройський край       | Rojas novads      |
| Руцавський край     | Rucavas novads    |
| Салдуський край     | Saldus novads     |
| Скрундський край    | Skrundas novads   |
| Талсинський край    | Talsu novads      |
| Вайньодський край   | Vaiņodes novads   |
| Вентспільський край | Ventspils novads  |

## Населення
| Роки  | Мешканці | Латиші  | Москвини | Білоруси | Українці | Поляки  | Литовці | Євреї  | Татари | Німці  | Цигани | Естонці | Інші  |
| ----- | -------- | ------- | -------- | -------- | -------- | ------- | ------- | ------ | ------ | ------ | ------ | ------- | ----- |
| 1881. | 306 058  | 241 205 | 3 923    | москвини | москвини | литовці | 3 293   | 23 622 | 0      | 30 383 | 738    | 126     | 2 768 |
| %     | 100.00   | 78.81   | 1.28     |          |          |         | 1.08    | 7.72   | 0.00   | 9.93   | 0.24   | 0.04    | 0.90  |
| 1897. | 339 845  | 265 777 | 8 521    | 384      | 263      | 6 661   | 8 230   | 16 372 | 143    | 31 779 | 570    | 461     | 684   |
| %     | 100.00   | 78.21   | 2.51     | 0.11     | 0.08     | 1.96    | 2.42    | 4.82   | 0.04   | 9.35   | 0.17   | 0.14    | 0.19  |
| 1920. | 282 453  | 234 558 | 2 146    | 700      | ?        | 3 749   | 8 636   | 14 396 | ?      | 16 676 | ?      | 466     | 1 126 |
| %     | 100.00   | 83.04   | 0.76     | 0.25     |          | 1.33    | 3.06    | 5.10   |        | 5.90   |        | 0.16    | 0.40  |
| 1925. | 286 650  | 242 193 | 3 638    | 393      | ?        | 3 148   | 3 962   | 14 883 | ?      | 15 112 | 887    | 429     | 2 005 |
| %     | 100.00   | 84.49   | 1.27     | 0.14     |          | 1.10    | 1.38    | 5.19   |        | 5.27   | 0.31   | 0.15    | 0.70  |
| 1930. | 288 092  | 246 309 | 3 162    | 992      | ?        | 3 378   | 4 348   | 12 900 | ?      | 14 215 | ?      | 372     | 2416  |
| %     | 100.00   | 85.50   | 1.10     | 0.34     |          | 1.17    | 1.51    | 4.48   |        | 4.93   |        | 0.13    | 0.84  |
| 1935. | 292 659  | 253 096 | 3 306    | 1 318    | 214      | 3 705   | 3 702   | 12 012 | ?      | 12 789 | 986    | 359     | 1 133 |
| %     | 100.00   | 86.48   | 1.13     | 0.45     | 0.07     | 1.27    | 1.27    | 4.10   |        | 4.37   | 0.34   | 0.12    | 0.40  |
| 1989. | 366 381  | 235 271 | 84 143   | 11 608   | 15 783   | 3 112   | 9 593   | 576    | 593    | 470    | 1 898  | 298     | 3 036 |
| %     | 100.00   | 64.22   | 22.97    | 3.17     | 4.31     | 0.85    | 2.62    | 0.16   | 0.16   | 0.13   | 0.52   | 0.08    | 0.81  |
| 2000. | 322 242  | 234 774 | 52 979   | 7 761    | 9 499    | 2 709   | 9 227   | 302    | 315    | 495    | 2 060  | 199     | 1 922 |
| %     | 100.00   | 72.86   | 16.44    | 2.41     | 2.95     | 0.84    | 2.86    | 0.09   | 0.10   | 0.15   | 0.64   | 0.06    | 0.60  |
| 2011. | 279 383  | 213 372 | 40 042   | 5 602    | 6 770    | 1 882   | 7 060   | 177    | 189    | 406    | 1 638  | 152     | 2 093 |
| %     | 100.00   | 76.37   | 14.33    | 2.00     | 2.42     | 0.67    | 2.53    | 0.06   | 0.07   | 0.15   | 0.59   | 0.05    | 0.76  |

## Цікаві факти
- 24794 Курланд — астероїд, названий на честь краю[3].